# Nicholas Hoult
Pour les articles homonymes, voir Hoult.
Nicholas Hoult [ˈnɪkələs həʊlt], né le 7 décembre 1989 à Wokingham (Berkshire), est un acteur britannique.
Hoult est un acteur polyvalent qui joue depuis l'âge de trois ans. Sa filmographie comprend des rôles principaux dans de grandes productions, des travaux dans des productions conventionnelles et des rôles principaux dans des projets indépendants, dans les industries cinématographiques américaine et britannique.
Ses débuts au cinéma ont eu lieu avec le film Intimate Relations (1996) à l'âge de cinq ans et il s'est fait connaître pour son rôle émouvant de Marcus dans Pour un garçon (2002). À 17 ans, il incarne le personnage de Tony Stonem dans la série britannique Skins (2007-2008), un rôle qui l'aide à passer du statut d'enfant acteur à des rôles plus sombres dans l'industrie cinématographique, obtenant ainsi succès et reconnaissance. Son saut à Hollywood a commencé avec le drame A Single Man (2009), pour lequel il a été nommé aux British Academy of Film and Television Arts (BAFTA).
Hoult a acquis une grande reconnaissance en jouant dans la série comique et dramatique The Great (2020-2023) qui lui a valu des nominations pour deux Golden Globe Awards et un Primetime Emmy Award.
Parmi son répertoire figurent le film d'action Mad Max: Fury Road (2015) dans lequel il incarne Nux et le film Young Ones (2014); les films fantastiques Le Choc des Titans (2010) et Jack le chasseur de géants (2013) ; les films de super-héros X-Men: Le Commencement (2011-2019), les films biographiques Rebel in the Rye (2017) et Tolkien (2019); les comédies romantiques Warm Bodies, (2013) et Equals (2015); les comédies noires Kill your friends (2015), La Favorite (2018), Le Menu (2022) et Renfield (2023); les films dramatiques Dark Places (2015), Sand Castle (2017), The Current War: Les Pionniers de l'électricité (2019), Le Gang Kelly (2019), The Banker (2020) et Juré n°2 (2024); le film d'horreur gothique Nosferatu (2024); et Superman (2025).
En 2012, il figurait sur la liste annuelle Forbes 30 Under 30. Il est également apparu dans un clip des The Rolling Stones et possède sa propre société de production cinématographique connue sous le nom de Dead Duck Films.

## Biographie

### Jeunesse
Né à Wokingham au Royaume-Uni, Nicholas Hoult est le troisième enfant de Glenis (née Brown), professeur de piano, et de Roger Hoult, pilote pour la compagnie aérienne nationale British Airways,.
Il est le frère de Clarista, James et Rosanna Hoult (également actrice). L'actrice Anna Neagle, est sa grand-tante. Son grand-oncle, le réalisateur et producteur anglais Herbert Wilcox.

### Vie privée
Nicholas Hoult est père de deux enfants avec le mannequin californien Bryana Holly Keilana Bezlaj (née le 12 juillet 1993) ; son premier enfant prénommé Joaquin Nicholas Hoult est né en avril 2018 et le deuxième en octobre 2022,,.
Nicholas vit avec sa famille entre Huntington Beach dans le comté d'Orange, en Californie et Londres en Angleterre.

## Carrière

### Années 1990
Le potentiel d'acteur de Hoult a été découvert à l'âge de trois ans par un metteur en scène de théâtre lors d'une représentation d'une pièce mettant en vedette le frère de Hoult. Le réalisateur a été impressionné par la capacité de Hoult à «bien se concentrer» et lui a proposé un rôle dans sa prochaine production scénique, Le Cercle de craie caucasien. En plus d'agir, il avait également un autre intérêt, en tant que danseur de ballet, qui n'était pas seulement un passe-temps d'enfance, car il est presque devenu professionnel et a joué avec des compagnies de premier plan dans des productions régionales avec l'English National Ballet.
Hoult a commencé à assister à des auditions. "Je me souviens qu'ils disaient: 'Si tu veux, fais-le, mais tu n'es pas obligé'", se souvient Hoult de la vision de ses parents sur le show business. Mais il s'est vite rendu compte qu'il adorait ça et qu'il était plutôt bon dans ce domaine et à l'âge de cinq ans, il fait ses débuts au cinéma dans le film Intimate Relations (1996).
Dès lors, il fut le choix préféré des films et des séries qui nécessitaient un enfant non conventionnel qui semblait intelligent même lorsqu'il ne disait rien. Il est apparu plus tard dans la série télévisée britannique Casualty (1996), Silent Witness (1998), The Bill (2000), Doctors (2001) et Judge John Deed (2002), entre autres. Hoult a d'abord considéré le métier d'acteur comme un passe-temps plutôt que comme une option de carrière possible.

### Années 2000

#### Rôles de préadolescents et d'adolescents
Âgé de treize ans, il donne la réplique à Hugh Grant dans la comédie dramatique Pour un garçon (2002), de Chris et Paul Weitz, sortie. L'interprétation de Hoult a été bien reçue. Le critique David Thomas, qui écrit pour le The Daily Telegraph, a attribué l'attrait et l'efficacité du film à l'action de Hoult.
Puis, après de nombreux petits rôles aussi bien sur grand écran qu'à la télévision, il se fait connaître du grand public en 2007 grâce à son rôle d'Anthony Stonem dans la série Skins (2007-2008). La série a été un succès et sa performance a été bien accueillie; Le personnage était populaire et Hoult a attiré une grande attention. Skins a remporté le Prix Philip-K.-Dick de la British Academy of Film and Television Arts (BAFTA) et Hoult a été nommé pour les Golden Nymph Awards du meilleur acteur dans une série dramatique et pour le Walkers Home Grown Talent Award.

#### Premier rôle adulte
Il quitte la série au bout de deux saisons, comme l'ensemble de la distribution. Il passe au cinéma avec un second rôle dans le drame A Single Man (2009), premier long métrage du styliste Tom Ford. Ce dernier le choisit comme égérie pour sa collection de lunettes de l'automne-hiver 2010-2011

### Années 2010

#### Hollywood: rôles dans les grandes productions cinématographiques
L'acteur tient aussi un petit rôle dans le blockbuster Le Choc des titans, porté par Sam Worthington. Le 1er juin 2011, il incarne Henry «Hank» McCoy dans le film à succès X-Men: Le Commencement, qui marque le début d'une nouvelle trilogie de la franchise à succès X-Men. Dans une interview, l'acteur raconte: « J'étais en Australie, en train de travailler sur un remake de Mad Max, quand le film est tombé à l'eau. Mon agent m'a alors appris que le directeur de casting des X-Men était en train de faire passer des essais à Londres. J'ai pris un avion pour l'Angleterre, et j'ai décroché le rôle ». Le film est un succès critique et lance la carrière hollywoodienne du jeune acteur.
L'acteur revient donc aux seconds rôles: celui du Fauve dans le film à succès évènement X-Men: Days of Future Past (2014), qui lui permet de retrouver Bryan Singer. C'est finalement en redevenant Hank McCoy / Le Fauve dans X-Men: Apocalypse, de Bryan Singer, sorti durant l'été 2016, qu'il parvient à rester sous les projecteurs. Malgré des critiques mitigées, le film fonctionne à l'international. Il apparait en 2019 dans X-Men: Dark Phoenix (2019), écrit et réalisé par Simon Kinberg, qui conclut la franchise X-Men.
Interprétant Nux avec abnégation et panache dans une suite inattendue, Mad Max: Fury Road (2015), film acclamé par la critique, récompensés par six oscars. Puis il retrouve Charlize Theron et donne la réplique à Chloë Grace Moretz pour le thriller Dark Places,.
L'année 2013 est ainsi marquée par les sorties de deux longs métrages dont il tient les premiers rôles : la comédie romantique fantastique Warm Bodies (2013), réalisée par Jonathan Levine, qui met en scène l'éclosion d'un improbable amour entre un zombie et une mortelle, interprétée par l'australienne Teresa Palmer. Puis il tient le rôle-titre du blockbuster d'aventures Jack le chasseur de géants (2013), réalisé par Bryan Singer, inspiré du célèbre conte du même nom. Si le premier film reçoit de bonnes critiques, il déçoit au box-office, surtout à l'international. Quant au second, c'est un échec critique et commercial.

#### Films indépendants
Il s'essaie parallèlement à un cinéma américain indépendant: il partage l'affiche du drame post-apocalyptique Young Ones (2014), écrit et réalisé par Jake Paltrow, avec Kodi Smit-McPhee, son partenaire de la prélogie X-Men. Le film passe cependant inaperçu. Il porte aussi la comédie noire Kill Your Friends (2015). Un flop critique. Il partage enfin la romance de science-fiction Equals (2015), de Drake Doremus, avec Kristen Stewart,. Les réactions au prochain film de Hoult, le drame romantique contemporaine indépendant Newness (2017), ont été plus enthousiastes. La production a eu sa première mondiale au Festival du film de Sundance 2017.

#### Personnages historiques et biographiques
L'année 2017 est marquée par la sortie de quatre longs métrages: il s'essaie à la biographie en incarnant J.D. Salinger dans Rebel in the Rye, où il a pour partenaire Kevin Spacey. Le film passe inaperçu; puis il partage l'affiche du film d'action No Way Out avec Felicity Jones. Un autre flop,; puis il porte le drame de guerre Sand Castle de Fernando Coimbra.
En 2018, il revient aux seconds rôles dans des grosses productions: le drame historique The Current War, où il incarne Nikola Tesla. Le film voit cependant sa sortie retardée en raison de l'affaire Weinstein, après des tensions de ce dernier avec le réalisateur; puis l'acclamé film d'époque La Favorite, de Yórgos Lánthimos, où le jeune acteur joue une autre figure réelle, Robert Harley. En 2019, il enregistre, avec les acteurs Anthony Mackie et Samuel L. Jackson, le film The Banker (2020) distribué par Apple TV+ dans un film inspiré de faits réels qui parle du «rêve américain» des années 60. Le film et les performances Ils ont reçu de bonnes critiques. Puis il incarne le célèbre écrivain J. R. R. Tolkien dans le biopic Tolkien (2019) réalisé par Dome Karukoski. Un film biographique qui raconte la vie du professeur d'anglais, philologue et écrivain J. R. R. Tolkien, auteur des romans Le Hobbit, Le Seigneur des Anneaux et Le Silmarillion.

### Décennie 2020

#### Le Grand: des éloges
Hoult a commencé à jouer Pierre III de Russie dans la série de fiction historique et de comédie dramatique The Great (2020-2023) aux côtés de l'actrice Elle Fanning dans le rôle de Catherine. Tout au long de ses trois saisons, la série et sa performance ont été acclamées par la critique et il a été nommé pour deux Golden Globe Awards et un Primetime Emmy Award, entre autres, pour l'acteur principal exceptionnel dans une série comique. Et il a obtenu une note de 94% sur Rotten Tomatoes et est apparu sur de nombreuses listes des meilleures séries de 2020-2023.

#### Producteur de films et membre de l'Académie des arts et des sciences du cinéma
En 2020, il crée sa propre société de production cinématographique, Dead Duck Films.
 «J'ai toujours aimé le processus créatif du cinéma, du début à la fin, et je me sens très chanceux d'avoir appris auprès des personnes incroyablement talentueuses avec qui j'ai travaillé au fil des années. Je suis ravi de lancer cette entreprise et de me lancer dans ce voyage aux côtés de partenaires aussi brillants» - Nicholas Hoult.
«Je pense que ce sont deux processus différents, bien sûr, le jeu continue d'être un élément fondamental pour moi, mais je considère que dans mon développement en tant qu'acteur, je dois en apprendre davantage sur le tournage et le montage, ainsi que sur ce qui se passe dans les différents départements pour assurez-vous que ce qui est vu à l'écran soit agréable pour le public. C'est plus impliqué et j'apprécie vraiment beaucoup ça. Agir et être capable de produire permet d'atteindre un autre niveau et c'est une chose positive. » - Nicholas Hoult.
En juin 2023, il a été invité à devenir membre de l'Academy of Motion Picture Arts and Sciences dans la branche acteur. Faire partie de cette communauté restreinte est une reconnaissance de la contribution significative que chaque membre a apportée dans son domaine de spécialisation respectif.
  «A eu un impact vital sur les arts et les sciences du cinéma ainsi que sur les cinéphiles du monde entier » - Academy of Motion Picture Arts and Sciences.

#### Acteur de voix et dedanse
Hoult est également un acteur vocal, fournissant sa voix à différents personnages animés; comme le personnage de Jon Arbuckle dans le film d'animation The Garfield Movie (2024), le personnage ''d'Ace'' Ezequiel dans le film Metegol (2013), le personnage de Fiver dans la série Watership Down (2018), ou encore le personnage de Patrick dans la série Crossing Swords (2020-2021).
En décembre 2023, Nicholas Hoult joue dans le clip «Mess It Up» des The Rolling Stones de l'album Hackney Diamonds Tournée aux États-Unis, la vidéo se caractérise par un haut niveau théâtral; Hoult laisse une relation derrière lui et danse à travers le passage du temps. Avec le clip, c'est la deuxième fois que Hoult danse pour l'écran, puisque, dans le film Renfield (2023), dans une scène supprimée de la séquence finale du film, mais si elle est ajoutée dans la version Blu-Ray, il apparaît en train de danser dans la rue avec la chanson Your Love Keeps Lifting Me. Higher & Higher dans un flashmob.

#### Acteur en première ligne

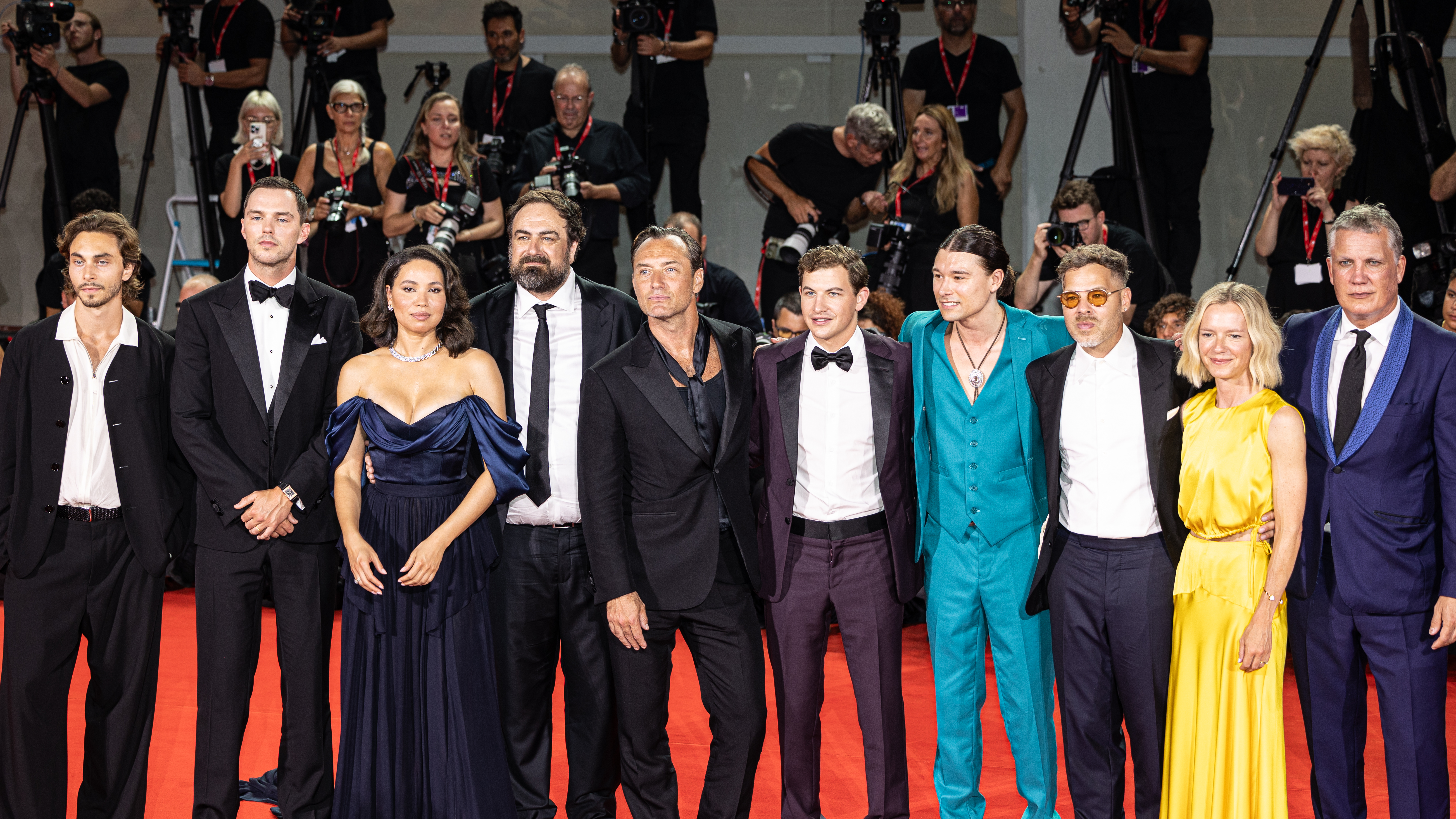
Casting et équipe du film The Order (2024) à la 81e Mostra de Venise.

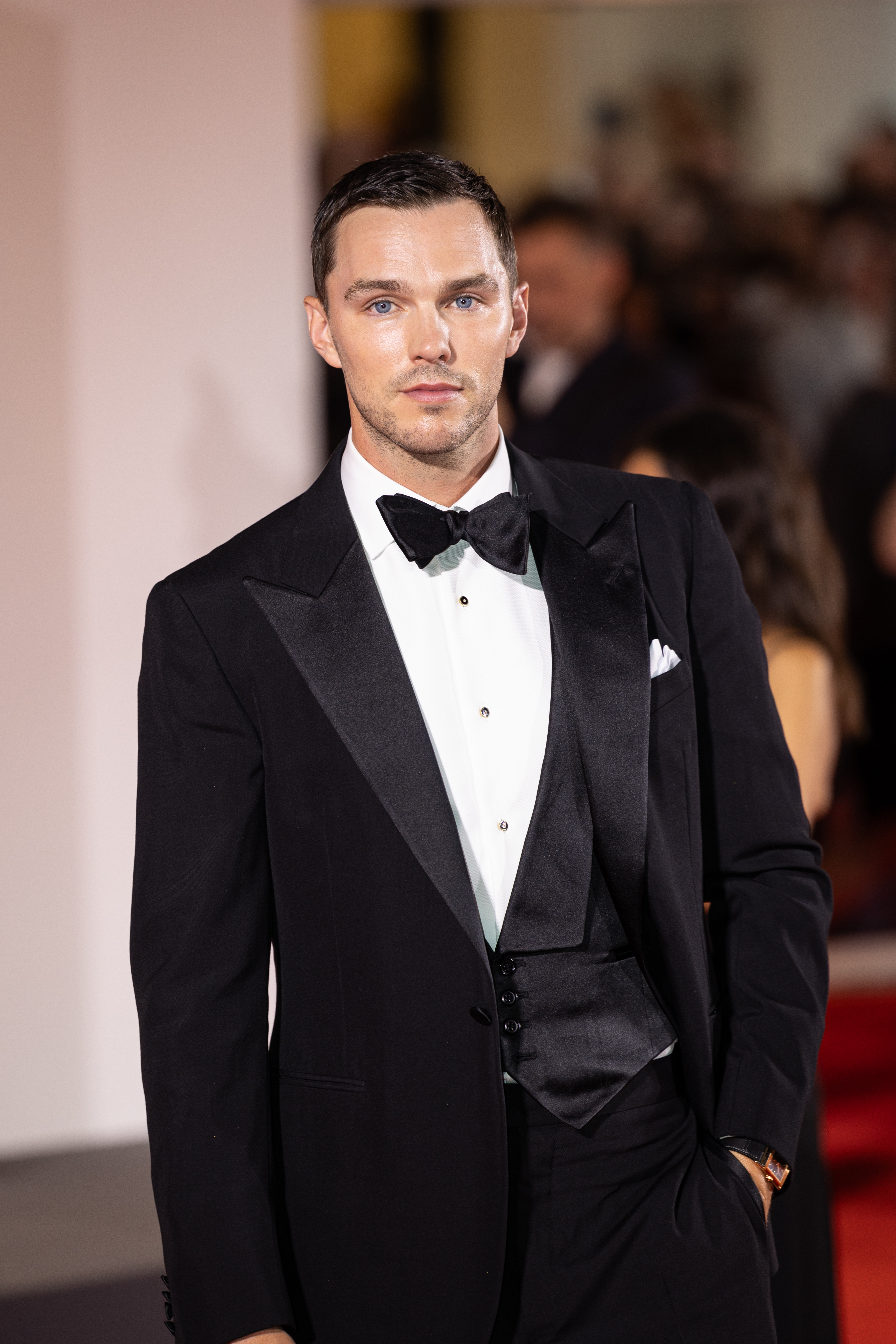
Nicholas Hoult, Mostra de Venise 2024.

Avec l'acteur britannique Jude Law, il joue dans le film basé sur des événements réels The Order (2024) dans lequel il incarne le radical Bob Mathews, le leader du groupe The Order, réalisé par Justin Kurzel, présenté en première à la 81e édition de la Mostra de Venise 2024 le 31 août 2024, candidat au Lion d'Or, et au Festival international du film de Toronto 2024.
Nicholas Hoult est dirigé par Clint Eastwood dans le thriller américain, le film judiciaire et le film dramatique Juré n°2 (2024) avec Hoult et Toni Collette. En juin 2023, le tournage du film a commencé, ce qui sera le dernier de Clint Eastwood dans sa carrière de réalisateur. Pour Collette et Hoult, il s'agit de leurs retrouvailles sur grand écran 21 ans après avoir incarné la mère et le fils dans About a Boy (2002). Eastwood a rencontré plusieurs acteurs de premier plan à Hollywood et a décidé que Hoult et Collette étaient les candidats idéaux pour jouer les rôles principaux.
Hoult joue le personnage de Thomas Hutter dans le film Nosferatu (2024), écrit et réalisé par Robert Eggers avec un ensemble comprenant Bill Skarsgård, Lily-Rose Depp et Willem Dafoe. Un film d'horreur "de la vieille école gothique pour évoquer la terreur des vampires", dit Eggers. Le tournage du film a commencé aux studios Trilith à Prague fin février 2023 et certains plans extérieurs ont été capturés en Roumanie. Focus Features a prévu sa sortie le 25 décembre 2024.
Warner Bros. a signé Hoult pour jouer le méchant Lex Luthor dans la franchise de l'univers cinématographique DCU. Dès le début, Hoult était intéressé par Luthor, mais le cinéaste James Gunn envisageait des acteurs avec lesquels il avait déjà travaillé, alors Hoult a été ignoré et a postulé pour le rôle de Superman. Il a fait les tests d'écran en personne, qui ont eu lieu aux studios Warner Bros. à Burbank, avec Gunn et le producteur Peter Safran. L'acteur a essayé le maquillage et les costumes dans le rôle de Clark Kent aux côtés de l'actrice Rachel Brosnahan dans le rôle de Lois Lane. En fin de compte, le rôle a été attribué à l'acteur David Corenswet, et il n'était pas clair si Hoult concourrait pour le rôle de Luthor. Mais fin 2023, des fuites ont révélé qu'il avait repris les négociations et en décembre, James Gunn a confirmé que Hoult avait signé le contrat de Luthor,. Gunn déclare qu'avec Hoult «je recherche un méchant dynamique et audacieux avec une personnalité forte et inattendue et dont, en outre, son physique correspond parfaitement aux besoins du rôle». Le premier film DCU dans lequel Hoult joue Lex Luthor est dans Superman (2025) du réalisateur James Gunn.
Il sera également à l'affiche de How to Rob a Bank (2026), un film d'action et de crime réalisé par le cinéaste David Leitch, avec un scénario de Mark Bianculli, produit pour le compte d'Amazon MGM Studios. Le film suit un groupe d'individus qui planifient et exécutent un audacieux braquage de banque, mais doivent faire face à des événements inattendus mettant à l’épreuve leur loyauté et leurs compétences. Le tournage a eu lieu à Pittsburgh en juin 2025 et se poursuivra jusqu’en août. La sortie est prévue pour le 4 septembre 2026.

## Filmographie

### Cinéma
- 1996 : Intimate Relations de Philip Goodhew : Bobby
- 2002 : Pour un garçon (About a Boy) de Paul Weitz : Marcus Brewer
- 2005 : Wah-Wah de Richard E. Grant : Ralph Compton
- 2005 : The Weather Man de Gore Verbinski : Mike
- 2006 : Kidulthood de Menhaj Huda : Blake
- 2009 : A Single Man de Tom Ford : Kenny Porter
- 2010 : Le Choc des titans (Clash of the Titans) de Louis Leterrier : Eusèbe
- 2011 : X-Men : Le Commencement (X-Men: First Class) de Matthew Vaughn : Hank McCoy / Le Fauve
- 2013 : Warm Bodies de Jonathan Levine : « R »
- 2013 : Jack le chasseur de géants (Jack the Giant Killer) de Bryan Singer : Jack
- 2014 : Young Ones de Jake Paltrow : Flem Lever
- 2014 : X-Men: Days of Future Past de Bryan Singer : Hank McCoy / Le Fauve
- 2014 : Dark Places de Gilles Paquet-Brenner : Lyle
- 2015 : Mad Max: Fury Road de George Miller : Nux
- 2015 : Equals de Drake Doremus : Silas
- 2015 : Kill Your Friends d'Owen Harris : Steven Stelfox
- 2016 : X-Men: Apocalypse de Bryan Singer : Hank McCoy / Le Fauve
- 2016 : No Way Out d'Eran Creevy : Casey
- 2017 : Rebel in the Rye : Aux origines de l'Attrape-cœurs (Rebel in the Rye) de Danny Strong : J. D. Salinger
- 2017 : Sand Castle de Fernando Coimbra : Matt Ocre
- 2017 : Newness de Drake Doremus : Martin
- 2017 : The Current War : Les Pionniers de l'électricité (The Current War) de Alfonso Gomez-Rejon : Nikola Tesla
- 2018 : La Favorite (The Favourite) de Yórgos Lánthimos : Robert Harley
- 2018 : Deadpool 2 de David Leitch : Hank McCoy / Le Fauve
- 2019 : X-Men: Dark Phoenix de Simon Kinberg : Hank McCoy / Le Fauve
- 2019 : Tolkien de Dome Karukoski : J. R. R. Tolkien
- 2019 : Le Gang Kelly (True History of the Kelly Gang) de Justin Kurzel : Constable Fitzpatrick
- 2020 : The Banker de George Nolfi : Matt Steiner
- 2021 : Ceux qui veulent ma mort (Those Who Wish Me Dead) de Taylor Sheridan : Patrick Blackwell
- 2022 : Le Menu (The Menu) de Mark Mylod : Tyler
- 2023 : Renfield de Chris McKay : R. M. Renfield
- 2024 : Garfield : Héros malgré lui de Mark Dindal : Jon Arbuckle
- 2024 : The Order de Justin Kurzel : Bob Mathews
- 2024 : Juré n° 2 (Juror No. 2) de Clint Eastwood : Justin Kemp
- 2024 : Nosferatu de Robert Eggers : Thomas Hutter
- 2025 : Superman de James Gunn : Lex Luthor
- 2026 : How to Rob a Bank de David Leitch

### Télévision

#### Séries télévisées
- 1996 : Casualty : Craig Morrissey
- 2000 : The Bill : Hugh Austin
- 2001 : Holby City : Oscar Banks
- 2001 : Meurtres en sommeil (Waking the Dead) : Max Bryson
- 2001 : Doctors : Conor Finch
- 2002 : Judge John Deed : Jason Powell
- 2002 : Murder in Mind : Andrew Wilsher
- 2003 : Star : Bradley Fisher
- 2004 : Keen Eddie : Eward Mills
- 2007 - 2008 : Skins : Anthony "Tony" Stonem
- 2008 : Les Enquêtes de l'inspecteur Wallander (Wallander) : Stefan Fredman
- 2020 - 2023 : The Great : Pierre III / Emelian Pougatchev

#### Téléfilms
- 1997 : Mr. White Goes to Westminster de Guy Jenkin : John
- 2007 : Coming Down the Mountain de Julie Anne Robinson : David Philips

## Distinction

### Nominations
- 78e cérémonie des Golden Globes 2021 : Meilleur acteur dans une série musicale ou comique pour The Great (2020-2023) pour le rôle de Pierre III.
- 11e cérémonie des Critics' Choice Television Awards 2021 : Meilleur acteur dans une série comique pour The Great (2020-2023) pour le rôle de Pierre III.
- 25e cérémonie des Satellite Awards 2021 : Meilleur acteur dans une série télévisée musicale ou comique pour The Great (2020-2023) pour le rôle de Pierre III.
- 27e cérémonie des Screen Actors Guild Awards 2021 : Meilleur acteur dans une série comique pour The Great (2020-2023) pour le rôle de Pierre III.
- 12e cérémonie des Critics' Choice Television Awards 2022 : Meilleur acteur dans une série comique pour The Great (2020-2023) pour le rôle de Pierre III.
- 79e cérémonie des Golden Globes 2022 : Meilleur acteur dans une série musicale ou comique pour The Great (2020-2023) pour le rôle de Pierre III.
- 74e cérémonie des Primetime Emmy Awards 2022 : Meilleur acteur dans une série télévisée comique pour The Great (2020-2023) pour le rôle de Pierre III.

## Voix francophones
En France, Emmanuel Garijo est la voix française la plus régulière de Nicholas Hoult. Damien Boisseau l'a doublé à huit reprises.
Au Québec, Xavier Dolan est le doubleur régulier de Nicholas Hoult.
En France
| - Emmanuel Garijo dans : - Jack le chasseur de géants - Dark Places - Mad Max: Fury Road - Equals - No Way Out - Rebel in the Rye - Tolkien - Le Gang Kelly - The Banker - Le Menu - Renfield - Juré n° 2 - Superman - Damien Boisseau dans : - X-Men : Le Commencement - Young Ones - X-Men: Days of Future Past - X-Men: Apocalypse - Sand Castle - X-Men: Dark Phoenix - The Great (série télévisée) - The Order | - Yoann Sover dans : - Skins (série télévisée) - Kill Your Friends - La Colline aux lapins (voix) - Jim Redler dans : - Ceux qui veulent ma mort - Nosferatu Et aussi - Leny Bueno dans Pour un garçon - Donald Reignoux dans A Single Man - Stanislas Forlani dans Le Choc des Titans - Julien Bouanich dans Warm Bodies - Alexandre Gillet dans Newness - Valentin Merlet dans The Current War : Les Pionniers de l'électricité - Arnaud Bedouët dans La Favorite - Marc Arnaud dans Garfield : Héros malgré lui (voix) |

Au Québec
| - Xavier Dolan dans : - Jack le chasseur de géants - Monsieur Météo - Mad Max : La route du chaos - Semblables - Collision - Phénix noir - The Order | Et aussi - Nicolas Bacon dans Wah-Wah - Gabriel Lessard dans Zombie malgré lui - Éric Paulhus dans Un homme au singulier - Frédérik Zacharek dans Le Choc des Titans |